# Косяков, Михаил Александрович
Михаи́л Алекса́ндрович Косяко́в (1903—1981) — гвардии сержант Рабоче-крестьянской Красной Армии, участник Гражданской и Великой Отечественной войн, Герой Советского Союза (1945).

## Биография
Родился 2 сентября 1903 года (старый стиль) в посёлке Мотовилихинского завода (ныне — в черте города Пермь) в семье мещанина Александра Ивановича Косякова и его жены Марии Андреевны.
После окончания трёх классов школы работал на Мотовилихинских заводах. В 1919 году добровольно пошёл на службу в Рабоче-крестьянскую Красную Армию. Участвовал в Гражданской войне. В 1921 году демобилизован.
С 1924 года проживал в Омске, работал на железной дороге. Окончил рабфак. В 1925—1927 годах вновь служил в армии, в морском истребительном авиаотряде Черноморского флота. Демобилизовавшись, работал в различных городах СССР.
В сентябре 1943 года Косяков вновь добровольно пошёл в армию. С октября того же года — на фронтах Великой Отечественной войны. Окончил краткосрочные курсы химинструкторов.
К январю 1945 года гвардии сержант Михаил Косяков был химинструктором 1-го эскадрона 56-го гвардейского кавалерийского полка 14-й гвардейской кавалерийской дивизии 7-го гвардейского кавалерийского корпуса 1-го Белорусского фронта. Отличился во время Висло-Одерской операции. В составе штурмовой группы Косяков переправился через Одер и принял активное участие в захвате плацдарма на его западном берегу в районе посёлка Лос в 12 километрах к востоку от города Зелёна-Гура, а затем в освобождении самого посёлка. Вскоре Косяков с семью товарищами оказался в окружении. В завязавшейся схватке они уничтожили около 50 солдат и офицеров противника, ещё более 30 взяли в плен.
Указом Президиума Верховного Совета СССР от 27 февраля 1945 года за «мужество, отвагу и героизм, проявленные в борьбе с немецкими захватчиками» гвардии сержант Михаил Косяков был удостоен высокого звания Героя Советского Союза со вручением ордена Ленина и медали «Золотая Звезда» за номером 5668.
После окончания войны Косяков был демобилизован. Проживал в Свердловске. Скончался 20 июля 1981 года в Омске. Похоронен на Ново-Южном кладбище в Омске.
Был также награждён орденами Красного Знамени (30.06.1945), Красной Звезды (31.08.1944) и Славы 3-й степени (14.05.1945), рядом медалей.
В честь Косякова названа улица в Перми.